# 野獣の青春
『野獣の青春』（やじゅうのせいしゅん）は、1963年の日本のハードボイルド・アクション映画。監督は鈴木清順、出演は宍戸錠と渡辺美佐子など。大藪春彦の小説『人狩り』を原作とし、鈴木清順監督が「清順美学」と呼ばれる奇抜な作風を開花させて注目を浴びるきっかけとなった作品である。

## ストーリー
ヤクザにはめられて刑務所送りになっていた元刑事のジョーこと水野錠司は、かつての同僚で恩のある刑事・竹下が愛人と心中したように見せかけられて殺されたことを知り、事件の真相を探るとともに復讐を誓う。事件に関与していると見られるやくざ組織・野本興業に潜り込むと、野本と敵対する三光組とも通じることで互いを煽って相討ちを目論む。一方、ジョーはコールガール組織の元締めで野本の「6番目の女」が事件の鍵を握っていることを知る。
そんな中、ジョーの目論見通りに野本興業と三光組が激突し、激しい銃撃戦が起きる。その一方でジョーが三光組とも通じていることを野本に気付かれてしまう。ところが、そこに三光組の社長（組長）である小野寺が爆弾ごと車で突っ込み、野本の屋敷が吹っ飛ぶ。かろうじて命拾いをした野本とジョーは激しい格闘を繰り広げる。その結果、ジョーに追いつめられた野本は竹下の妻・久美子が野本の「6番目の女」であることを白状する。その直後、野本はジョーを慕うチンピラ三波に撃ち殺され、三波も死ぬ。
竹下の家に踏み込んだジョーは、野本の弟でコールガール組織を仕切っている秀夫を問い詰め、事件の真相を聞き出す。すべては久美子が企んだものだった。実は、久美子は野本の妹で秀夫の姉であり、警察の情報を探るために竹下と結婚したが、自分の正体に気付かれたために竹下を殺したのだ。そして野本と秀夫は久美子に頼まれて死体を運んだだけだったのである。
シラを切り、野本に脅されてやっただけで自分も被害者だと言い逃れをする久美子を、ジョーは信用したフリをして巧みに秀夫のキレるポイントを付かせることで秀夫に殺させる。
疲れ切ったジョーは、ジョーをよく知る捜査4課の刑事・広川に電話する。そして、秀夫が語る事件の真相を録音したテープを聞かせる。

## キャスト
- 水野錠次（ジョー）: 宍戸錠 - 元刑事の風来坊。
- 竹下久美子: 渡辺美佐子 - ジョーの元同僚・竹下刑事の未亡人。
- 野本秀夫: 川地民夫 - コールガール組織を仕切る男。サディスト。
- 野本幸夫: 小林昭二 - やくざ組織・野本興業社長。サディスト。
- 小野寺信介: 信欣三 - 野本と対立する三光組の社長。
- 小沢惣一: 金子信雄 - 野本興業専務。野本の片腕。
- 三波五郎: 江角英明 - 野本興業のチンピラ。ジョーに心酔する。
- 広川刑事: 鈴木瑞穂 - 警視庁捜査4課の刑事。

## 原作との異同
本作は大藪春彦のハードボイルド小説『人狩り』の映画化とされるものの、原作との共通点は主要登場人物の名前に類似点が認められる以外はほとんどない。原作の主人公は四谷二丁目の貸しビルに事務所を構える水野雅之という事件屋で、物語の発端は三軒茶屋を縄張りとする三光組のボス小野寺から対立する暴力団・大和興行（映画の野本組に相当）に潜入して内部撹乱を引き起こし、組織の弱体化を図るよう依頼されること。この依頼を手付金200万円、成功報酬500万円で引き受けた水野は首尾よく大和興行に用心棒として潜り込むとボス張本（映画では野本）の甥でガンクレイジーの小沢や大幹部・三波らとの緊張感ある関係を孕みつつも手腕を発揮。一方、小野寺とも付かず離れずの関係を保ちつつ、最終的には両組織が正面衝突するよう誘導して行く。
なお、映画で描かれているようなコールガール組織は小説には登場せず、野本の「6番目の女」がその元締だというような話も一切出てこない。ただし、小説には全部で4人の女が登場、それぞれファム・ファタールとまでは言えないものの、水野と何らかの関わりを持つ。そして小説の最後は「あとに残された仕事は、自分の暗い素顔を知っている四人の女……佐和子、信子、民子、そして和子の口を永久に閉じさすことだ」というビザールな一言で締めくくられている。
原作は1962年10月30日発行のポケット・ライブラリ（新潮社）が初版で、カバーには「拳銃に賭けた野獣の青春」という惹句が掲げられている。

## 後の作品への影響
2012年に米国ライオン・ロック・プロダクションと日活の共同制作で、ジョン・ウー監督により中国でリメイクされる企画が発表された。ウー監督は清順作品に多大な影響を受けたという。ただし、ライオン・ロック・プロダクションとジョン・ウーの『The Crossing ザ・クロッシング』が興行的に振るわなかったことから両者の関係は2015年に破綻し、同プロダクションは解散した。